# Ansil Elcock
Ancil Elcock (né le 17 mars 1969 à Port-d'Espagne à Trinité-et-Tobago) est un joueur de football international trinidadien, qui évoluait au poste de défenseur.
Son cousin, Stern John, est également footballeur.

## Biographie

### Carrière en sélection
Avec l'équipe de Trinité-et-Tobago, il joue 69 matchs (pour aucun but inscrit) entre 1994 et 2004[réf. nécessaire]. 
Il figure dans le groupe des sélectionnés lors des Gold Cup de 1996, de 1998, de 2000 et de 2002. Il atteint les quarts de finale de la compétition lors de l'année 2000.
Il joue également 23 matchs comptant pour les tours préliminaires de la coupe du monde, lors des éditions 1998 et 2002.

## Palmarès
San Juan Jabloteh
| - Championnat de Trinité-et-Tobago (2) : - Champion : 2002 et 2003. - Vice-champion : 2005. - Coupe de Trinité-et-Tobago (1) : - Vainqueur : 2005. - Coupe FCB de Trinité-et-Tobago (2) : - Vainqueur : 2000 et 2003. - Finaliste : 2005. |  | - Coupe Pro Bowl de Trinité-et-Tobago (3) : - Vainqueur : 2003 et 2005. - Finaliste : 2004. - Coupe Toyota Classic de Trinité-et-Tobago : - Finaliste : 2005. - CFU Club Championship (1) : - Vainqueur : 2003. |